# یام سوف
یام سوف (عبری: יַם-סוּף‎، آوانگاری: Yam-Sūp̄، ت. «Reed Sea») که گاهی به دریای نی ترجمه می‌شود، مجموعه آبی است که بنی‌اسرائیل پس از خروج بنی‌اسرائیل از مصر از آن عبور کردند. همین عبارت در بیش از ۲۰ مکان دیگر در کتاب مقدس عبری آمده‌است. این به‌طور سنتی به عنوان اشاره به دریای سرخ، پس از ترجمه یونانی هفتادگانی از عبارت تفسیر شده‌است. با این حال، ترجمه مناسب این عبارت همچنان محل اختلاف است. همان‌طور که مکان دقیق اشاره شده‌است.